# Ibrahim Chamseddine
Ibrahim Chamseddine est un homme politique libanais. Il est le fils de Cheikh Mohammad Mehdi Chamseddine, ancien chef du Conseil Supérieur Chiite au Liban.
Ibrahim Chamseddine a perdu les élections législatives de 2005 à Beyrouth, face au candidat Hezbollah Amine Cherri. Il est connu pour ses positions modérées, proches de l'alliance du 14 Mars, qui lui ont valu d'être choisi comme ministre d'État au Développement administratif au sein du gouvernement formé en juillet 2008 par Fouad Siniora.